# Danny Butterfield
Danny Butterfield (ur. 21 listopada 1979 w Bostonie) – angielski piłkarz występujący na pozycji obrońcy w Exeter City.
Autor najszybszego w historii Pucharu Anglii oraz klubu Crystal Palace hat tricka, na którego potrzebował 7 minut w wygranym 3-1 spotkaniu 4 rundy z Wolverhampton Wanderers.